# 美国的狮身人面像
《美国的狮身人面像：托马斯·杰弗逊的性格》（英語：American Sphinx: The Character of Thomas Jefferson）是曼荷莲学院教授约瑟夫·埃利斯创作的一部托马斯·杰弗逊的传记，1996年在克诺夫出版社出版发行，获得1997年度的美國國家圖書獎非小说奖。